# Ковалёв, Алексей Викторович
Алексей Викторович Ковалёв (17 [30] марта 1915, Глушицы, Владимирская губерния — 12 апреля 2000, Палех, Ивановская область) — советский художник, мастер лаковой миниатюры.
Член Союза художников РСФСР с 1953 года, Заслуженный художник РСФСР (1974).

## Биография
Родился 17 марта (30 марта по новому стилю) 1915 года в селе Глушицы Владимирской губернии.
Окончил железнодорожное ФЗУ в городе Горьком (ныне Нижний Новгород). Участник Великой Отечественной войны, которую окончил в Берлине. Был награждён медалями «За освобождение Варшавы», «За взятие Берлина», «За победу над Германией в Великой Отечественной войне 1941—1945 гг.».
В 1935—1947 годах учился в Палехском художественном училище. С 1947 года работал в Товариществе художников Палеха. В 1965—1975 годах преподавал в Палехском художественном училище.
Умер 12 апреля 2000 года в п. Палех.

## Труды
Занимался книжной иллюстрацией, оформлял открытки. Тематика его произведений: фольклор, литература, жанровые сцены, революционная, современная деревня. Иллюстрировал сказы Павла Бажова. Также проиллюстрировал книгу «Сказочная азбука» (Пермское книжное издательство, 1982). Много лет работал в соавторстве с художником Григорием Буреевым.
Был участником выставок с 1948 года. Его работы находятся в музеях и художественных фондах России.